# Muntenegru la Concursul Muzical Eurovision Junior
Muntenegru a debutat la Concursul Muzical Eurovision Junior în 2014. Muntenegru a mai participat la concursul Eurovision Junior ca parte a Serbiei și Muntenegru.

## Participanți

#### Legendă:
Câștigător
     Locul al doilea
     Locul al treilea
     Ultimul loc
| An   | Gazdă | Artist                          | Piesă                                                 | Loc | Puncte |
| ---- | ----- | ------------------------------- | ----------------------------------------------------- | --- | ------ |
| 2014 | Malta | Maša Vujadinović și Lejla Vulić | "Budi dijete na jedan dan" (Буди дијете на један дан) | 14  | 24     |
| 2015 | Sofia | Jana Mirkovic                   | "Oluja"                                               | 13  | 36     |